# THE BODY 肉体
『THE BODY 肉体』（ざ・ぼでぃにくたい、原題:The Body）は、1970年のイギリス映画である。日本公開は1971年1月15日。ドキュメンタリー作品で、上映時間は1時間33分。当時、配給は大映第一フィルムが行った。
性科学映画全盛期真っ只中に作られた本作は、妊婦の身体の内部や構造等を当時最先端だったカメラで捉えている。妊娠や出産シーンもほぼダイレクトに映し出されていた。

## スタッフ・キャスト
- 監督・構成・製作：ロイ・バッターズビー
- 撮影：トニー・イミ
- 音楽：ロジャー・ウォーターズ、 ロン・ギーシン
- 体内撮影指導：エリザベス・フェリス

### 出演
- ヴァネッサ・レッドグレイヴ